# 大開曼鶇
大開曼鶇（Turdus ravidus）是大開曼特有的一種鶇。

## 描述
大開曼鶇一般呈灰色，下身呈白色。尾巴羽毛也是呈白色。喙、腳及眼睛周圍沒有羽毛的地方呈紅色。翼長13.5厘米，尾白長11厘米。喙長2.4厘米，而腳長3.8厘米。

## 棲息地
大開曼鶇棲息在大開曼的北部及東北部。這些地區包含了沼澤及紅樹林，當中有有毒的馬瘋大戟木及待宵孔雀等。

## 滅絕
於1886年最初有關大開曼鶇的描述提及牠們很是普遍，但因這個描述，牠們隨即成為收藏者的喜好。在四次的事件中就共捕獲了21度大開曼鶇。最先4個標本是於1886年捕獲，另外3個於1892年被殺，1896年則捕獲了一隻雌鳥。最後的13個標本是在1916年4月至7月間所射殺。大開曼鶇最終突然消失，最後發現的是於1938年在東大開曼。
引致大開曼鶇滅絕的原因最有可能是伐木及因颶風破壞棲息地。在6個博物館中都存放牠們的標本，包括美國芝加哥的菲爾德自然史博物館、費城的自然科學學院、華盛頓的美國自然歷史博物館及史密森尼學會、劍橋比較動物學博物館、匹茲堡的卡耐基自然歷史博物館、德國柏林的自然史博物館及英國倫敦的自然歷史博物館。

## 外部連結
- The Thrushes of Grand Cayman Island, B.W.I. by David W. Johnston